# Vigneronia
Vigneronia is een geslacht van schimmels in de familie Roccellaceae.

## Soorten
Volgens Index Fungorum bevat het geslacht vijf soorten (peildatum november 2021):
| Soortnaam              | Auteur(s)                                | Publicatiejaar |
| ---------------------- | ---------------------------------------- | -------------- |
| Vigneronia caceresiana | (Kalb & Aptroot) Lücking & Herrera-Camp. | 2019           |
| Vigneronia cypressi    | (R.C. Harris) Ertz & Tehler              | 2014           |
| Vigneronia mexicana    | Herrera-Camp., Bautista & Lücking        | 2019           |
| Vigneronia robustula   | (Nyl.) Ertz & Tehler                     | 2014           |
| Vigneronia spieri      | (Aptroot & Sparrius) Ertz                | 2014           |